# آناتولیس گوربونوفس
آناتولیس گوروبونوفس (Anatolijs Gorbunovs)‏ (زادهٔ ۱۰ فوریه ۱۹۴۲ میلادی) سیاست‌مدار لاتویایی، که در سال ۱۹۸۸، صدر دولت لاتویا گشت.